# Acontia gonellana
Acontia gonellana är en fjärilsart som beskrevs av Embrik Strand 1917. Acontia gonellana ingår i släktet Acontia och familjen nattflyn. Inga underarter finns listade i Catalogue of Life.